# 洛伦兹力测速仪
洛伦兹力测速仪（简称 LFV）的是一种非接触式流量测量技术，尤其适用于液态金属，如冶金工业中钢液、铝液等。洛仑兹力测速系统被称为洛伦兹力流量计。

## 物理原理

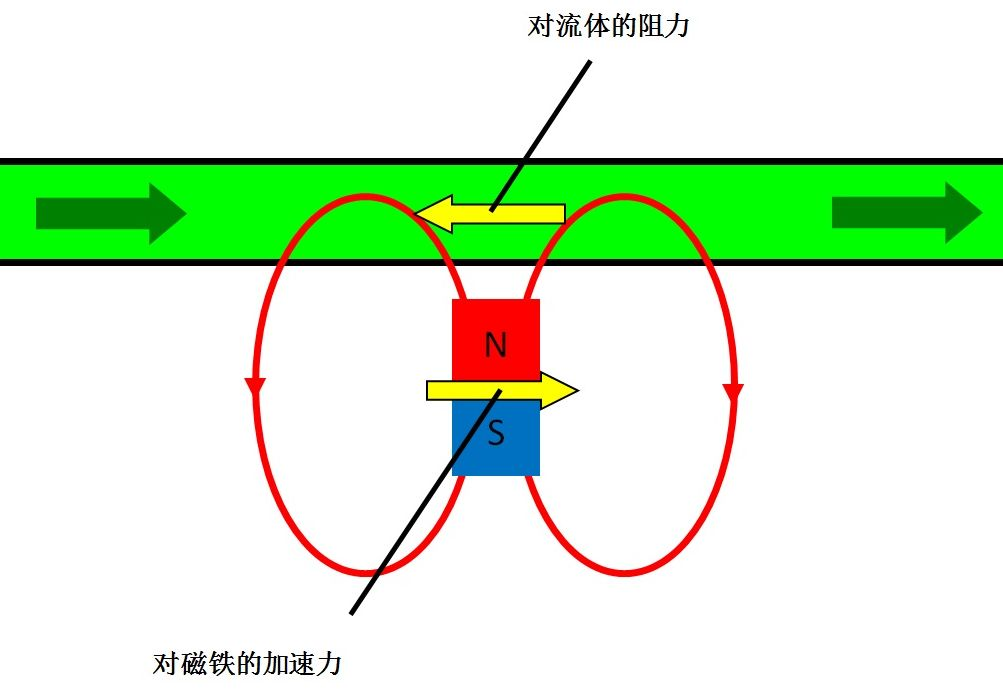
洛伦兹力测速仪的基本原理

洛伦兹力测速仪的基本原理如右图所示。当导电流体（如铝液）流经永磁体产生的磁场时将在液体金属中产生感应电流（或称涡电流）。感应电流与磁场相互作用进而产生电磁力，即洛仑兹力，其作用相当于阻碍液体金属流动。根据牛顿阐述的作用力与反作用力关系的第三定律-会有大小相等方向相反的作用力作用在永磁体上，右图中的黄色箭头示意出该力。该力与流体的名义速度及电导率均成正比。因此，通过测量作用在永磁铁上的该力可确定流体的速度。
液态金属为顺磁性或者抗磁性物质，直接被永磁铁吸引的作用极小，因此洛仑兹力测速仪中所涉及的洛仑兹力与铁磁性物质和永磁体之间的吸引作用力无关。洛仑兹力仅与感应电流、流体与永磁体之间的相对速度、磁场的强弱相关。

## 历史发展
洛伦兹力测速仪是20世纪50年代由英国物理学家Arthur Shercliff所发明。然而在早期并没有被发现有实际应用价值。随着高强永磁铁、高精度测力技术及磁流体力学问题的数值模拟软件的出现和发展，才使得基于该原理开发出适用的流量测量技术成为可能。目前，洛伦兹力测速仪正在冶金领域里获得应用（参见文献：Kolesnikov et al. 2011）。

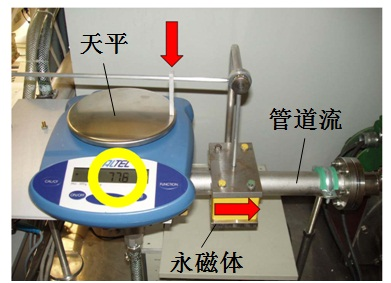
实验验证
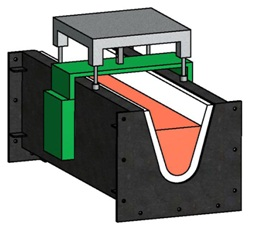
原型

## 相关链接
- TU Ilmenau:  (Homepage des Research Training Group (RTG) on Lorentz Force Velocimetry and Eddy Current Testing)